# Dicranocara inexpectata
Dicranocara inexpectata är en skalbaggsart som beskrevs av Deschodt och Clarke H. Scholtz 2007. Dicranocara inexpectata ingår i släktet Dicranocara och familjen bladhorningar. Inga underarter finns listade i Catalogue of Life.